# Ruben Sandwich

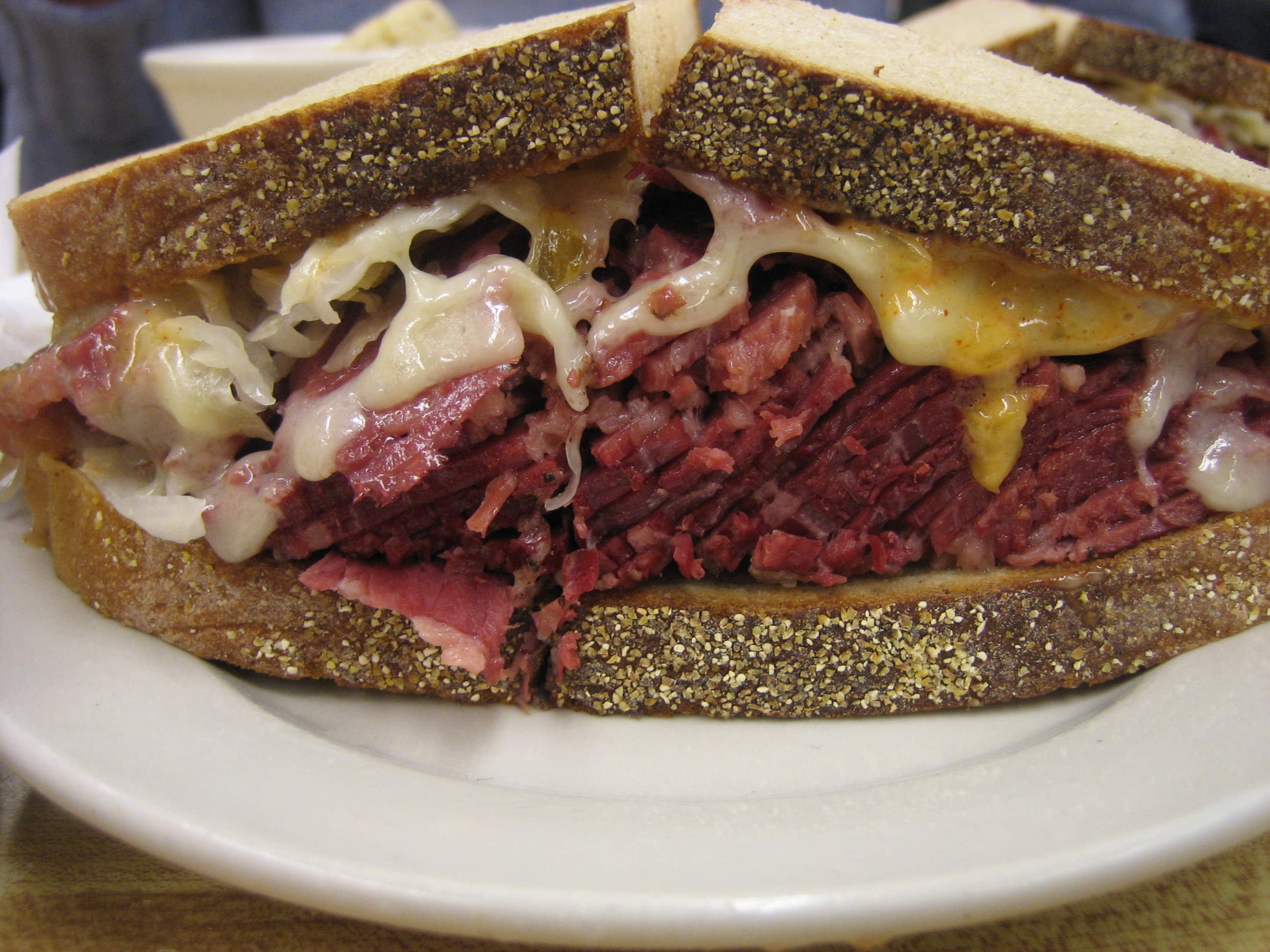
Ruben Sandwich - odmiana Katz's Deli

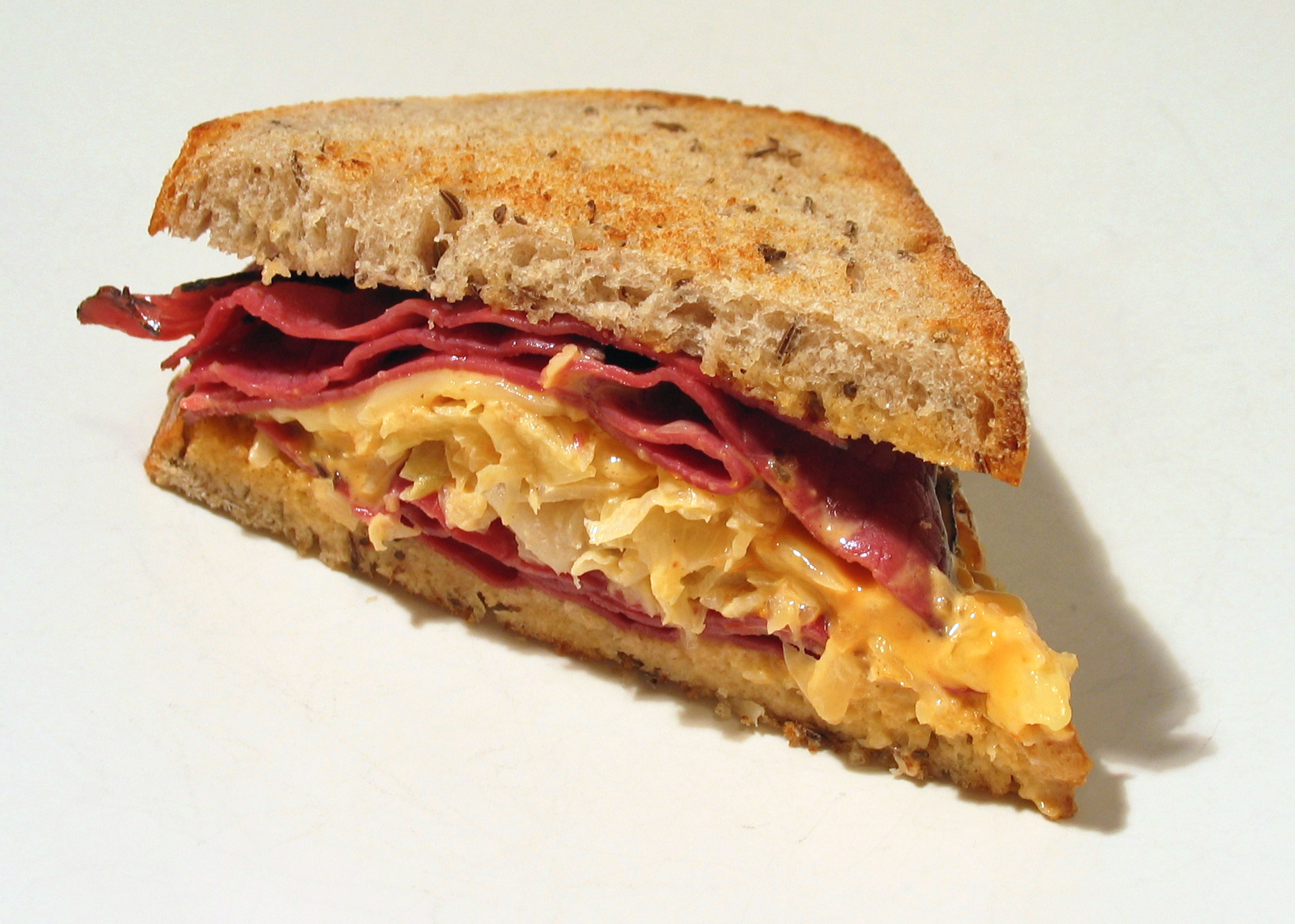
Ruben Sandwich

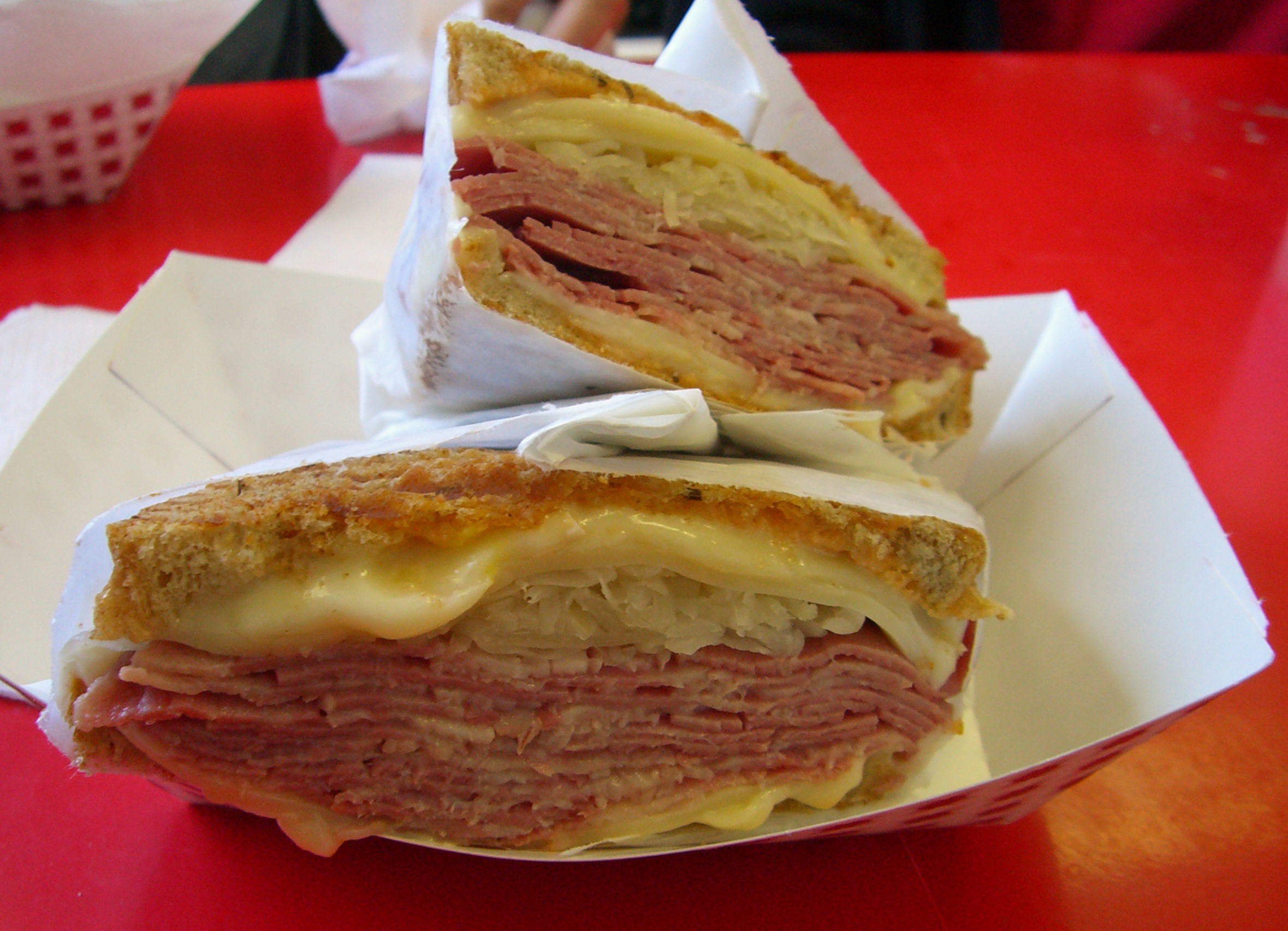
Ruben Sandwich

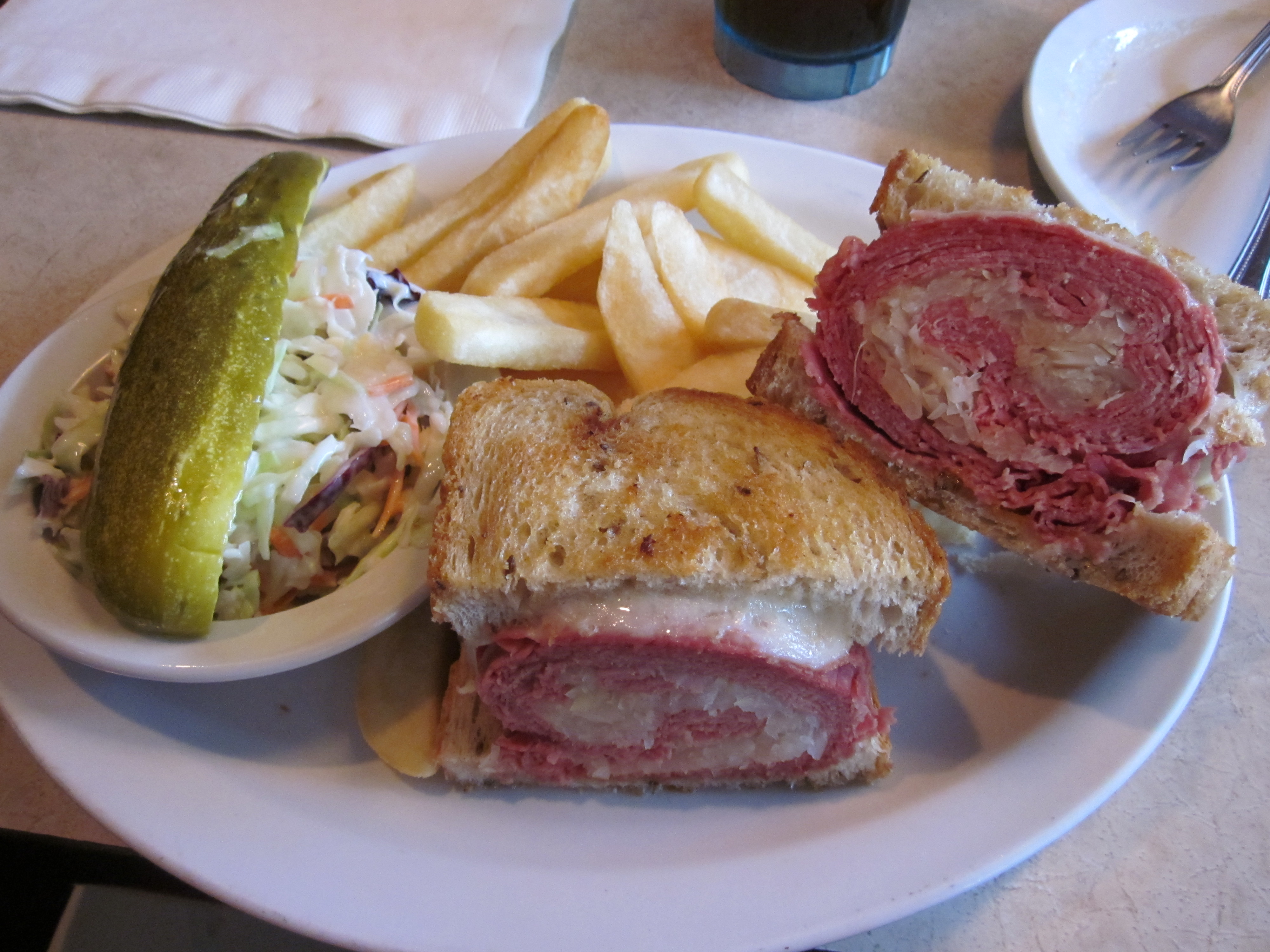
Ruben Sandwich

Ruben Sandwich lub Reuben Sandwich – amerykańska kanapka.
Ruben Sandwich to tost lub kanapka z kiszoną kapustą, serem szwajcarskim, wołowiną konserwową i sosem rosyjskim lub – w niektórych wariantach – z sosem tysiąca wysp przygotowywane na chlebie żytnim. Jest to jedna z najpopularniejszych potraw Nowego Jorku, którą można znaleźć w niemal wszystkich restauracjach w tym mieście oraz w innych największych miastach Ameryki Północnej. Istnieje kilka wariantów tego sandwicha.

## Historia
Ruben (Reuben) Kulakofsky, z pochodzenia Litwin, właściciel sklepu spożywczego w Omaha w Nebrasce, stworzył tę przekąskę około roku 1920, kiedy grał w pokera w hotelu Blackstone. Właściciel tego hotelu, Charles Schimmel, umieścił ją w menu obiadowym restauracji hotelowej. Wkrótce wygrała krajowy konkurs gastronomiczny.
Inni historycy uważają, że ten sandwich wymyślił Arnold Ruben, niemiecki właściciel sławnych niegdyś, nieistniejących już Delikatesów Rubena w Nowym Jorku. Według Craiga Claiborne'a Ruben wynalazł tę kanapkę ok. 1914 roku. Najwcześniejszą wzmianką, że Ruben Sandwich powstał w Nowym Jorku, jest tekst w „Theatre Magazine” z 1926 roku. Alfred Scheuing, szef kuchni Rubena, twierdził, że Arnold Ruben wymyślił sandwicha dla swego syna Arnolda Juniora Rubena w 1930 roku.

## Odmiany
- Sandwich Racheli jest wariantem standardowej wersji, w którym używa się pastrami zamiast konserwowej wołowiny i surówki z białej kapusty (coleslaw) zamiast kiszonej. Inne wersje podobne do tej to Turecka Rachela, Georgia Reuben lub Southern Reuben, w których niekiedy wykorzystuje się sos barbecue zamiast sosu rosyjskiego.
- Rybny sandwich Rubena – surówkę z kiszonej kapusty zastępuje się białą kapustą oraz dodaje się rybę. Ta odmiana jest często podawana w restauracjach na Florydzie.
- Sandwich Rubena z jajkami nazywany niekiedy irlandzką roladą jajeczną lub kulkami Reubena – do środka standardowego sandwicha Rubena dodaje się smażone jajka. Zazwyczaj podawany z sosem jako przystawka lub przekąska. Pierwszy taki sandwich powstał w Mader, niemieckiej restauracji w Milwaukee (Wisconsin), w której szef kuchni, Dennis Wegner, stworzył go na letnie festiwale ok. roku 1990.
- Pizza Rubena – została pokazana w telewizyjnym show Man vs Food na kanale Travel Channel. Restauracja Pizza Black Market w Ames (Iowa) specjalizuje się w tego rodzaju przekąskach. Ten Ruben Sandwich piecze się ze słodkiego ciasta ziemniaczanego z dodatkiem sosu tysiąca wysp, sera szwajcarskiego, wołowiny, kapusty kiszonej, mozzarelli i nasion żyta, a przed podaniem dodaje się ogórki.